# Eustrophus yunnanensis
Eustrophus yunnanensis là một loài bọ cánh cứng trong họ Tetratomidae. Loài này được Nikitsky miêu tả khoa học đầu tiên năm 1998.